# Iranotherium
Iranotherium (буквально «Зверь Ирана») — род вымерших млекопитающих, относящихся к эласмотериевым (Elasmotheriinae) носорогам, размером с современного белого носорога, обитали на Ближнем Востоке и в Центральной Азии.
Он был предком Sinotherium lagrelii, и, возможно, в конечном счете был вытеснен потомком. Самцы были крупнее самок и имели более развитые мышцы на скуловой дуге.